# Neurofeedback

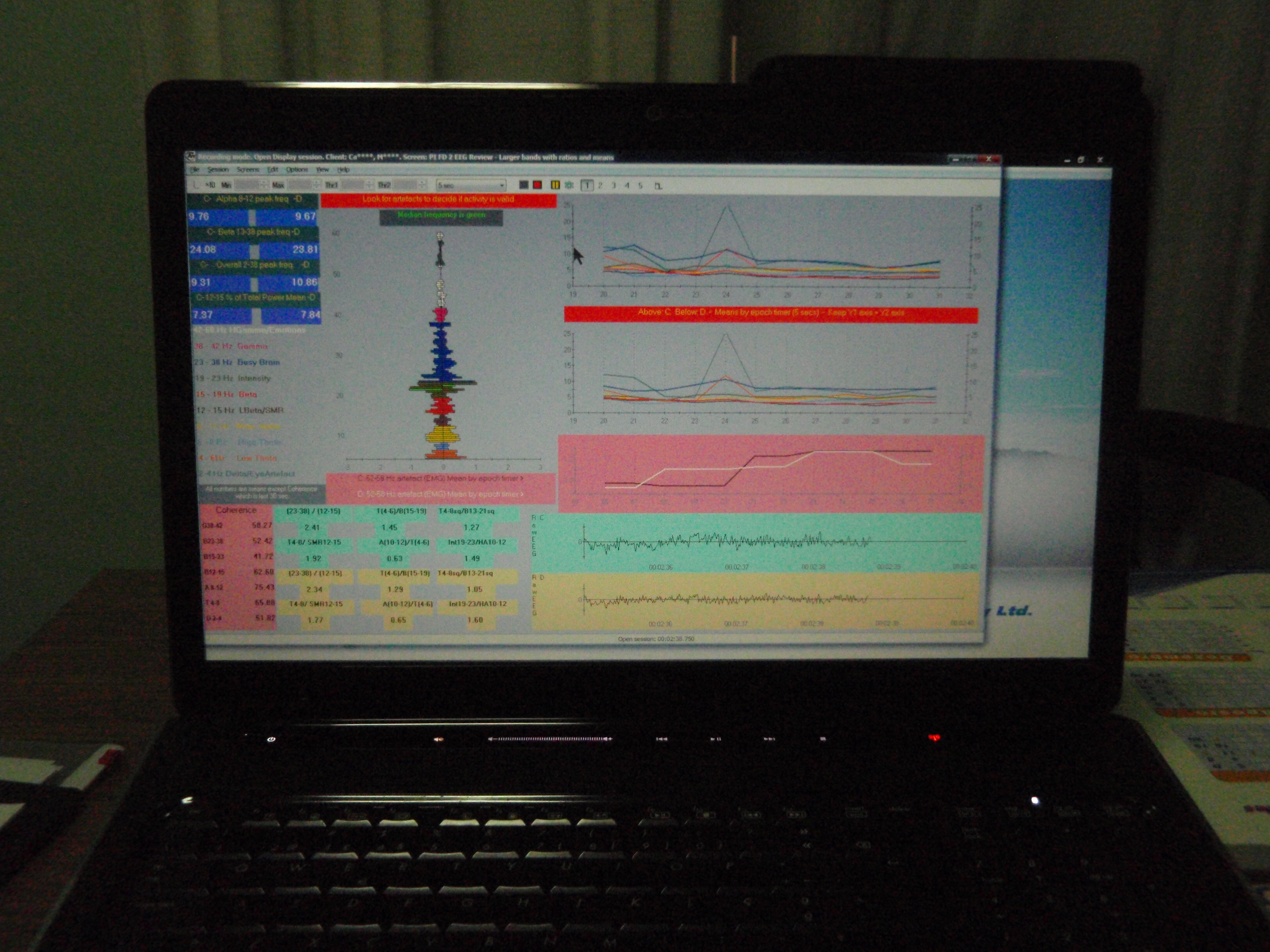
Computador a exibir software com dados, em tempo real, do EEG do paciente.

Neurofeedback (NFB), também denominado neuromodulação autorregulatória, neuroterapia, neurobiofeedback, e, finalmente, Condicionamento Operante de Ondas Cerebrais, também conhecido por sua nomenclatura em inglês, EEG Operant Conditioning ou EEG Biofeedback é um tipo de metodologia de biofeedback que utiliza uma touca com eletrodos visando permitir a leitura e o registro da atividade elétrica do cérebro (EEG - eletroencefalografia) do paciente. Esta leitura é feita em tempo real e tem a finalidade de  localizar e identificar a presença de eventuais descompensações e desregulações na atividade da circuitaria do cérebro do paciente, que justificam sua sintomatologia, o que tecnicamente chamamos de “mapeamento da atividade cerebral”  . Este mapeamento tem por finalidade a elaboração de protocolos de treinamento que permitam promover, durante as sessões de Neurofeedback, o recondicionamento da atividade cerebral identificada como comprometida do sistema nervoso central. No caso da eletroencefalografia são colocados sensores em diversos pontos na cabeça do paciente para medir a atividade cerebral, exibindo medições usando monitores de vídeo ou de som. O neurofeedback baseia-se no registo e análise automática da atividade elétrica do cérebro, com um considerável número de aplicações, com excelentes resultados. Se associado a outras técnicas do biofeedback, as aplicações podem ser de grande amplitude, a exemplo do trabalho com atenção, foco e concentração; reabilitação cognitiva; regulação do sono; avaliação e controle do estresse; aumento de performance física; tratamento de cefaleias e enxaqueca; redução de sintomas de TPM - Tensão Pré-Menstrual; treinos que auxiliam no tratamento de diversos distúrbios e transtornos psíquicos e emocionais (impulsividade, TDAH - Transtorno do Déficit de Atenção e Hiperatividade, Depressão, TGA - Transtorno de ansiedade generalizada, Transtorno do pânico, Transtorno Bipolar, TEA - Transtorno do espectro autista, Esquizofrenia, TOC - Transtorno Obsessivo-Compulsivo, dependência química, entre outros).

## Definição
O neurofeedback é um tipo de biofeedback, isto é, um treinamento que permite otimizar o funcionamento cerebral. Uma abordagem do funcionamento do cérebro foca a atividade elétrica gerada pelo comportamento de populações de neurônios, que por sua vez pode ser definida por faixas de frequências de onda, as quais podem ser registradas por aparelhos de eletroencefalografia (EEG). Por exemplo, ondas que pulsam entre 16 e 21 pulsos por segundo são consideradas ondas rápidas; já ondas abaixo de 8 pulsos por segundo são consideradas ondas lentas. Na prática, as faixas frequencias são divididas em delta (0-4HZ), teta (4-8HZ), alfa (8-12HZ), beta (12-30HZ) e gama (mais de 30HZ). A premissa é que a experiência e o comportamento estão ligados à predominância de faixas frequencias no cérebro, as quais o EEG mede.

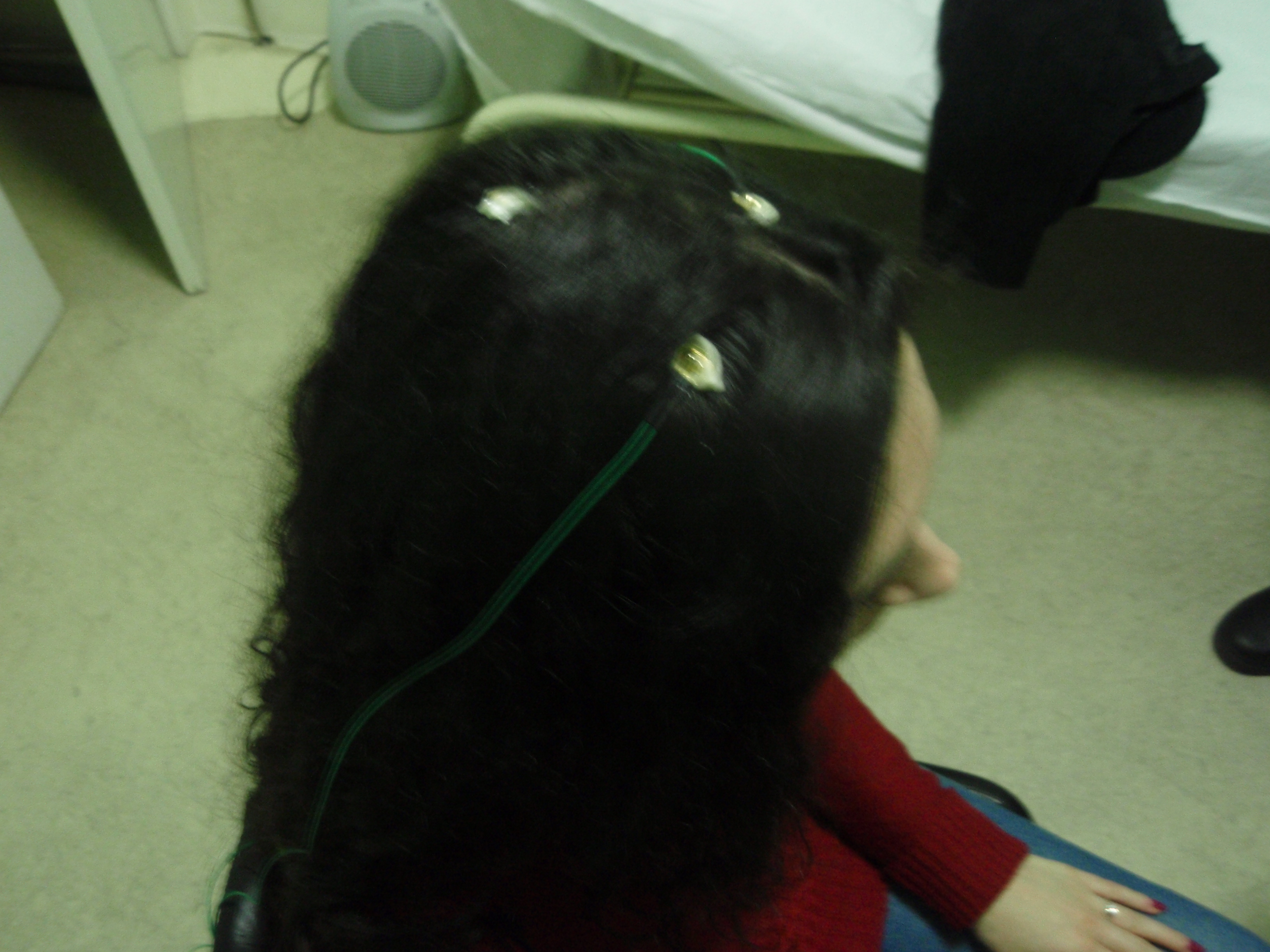
Paciente de neurofeedback, a exibir os elétrodos EEG.

Assim como outras formas de biofeedback, o treino através de neurofeedback (NFB) utiliza aparelhos que monitorizam informação, momento-a-momento, sobre o estado fisiológico do indivíduo e seu respetivo funcionamento e o uso dessa informação como um guia para o paciente. Por exemplo, o paciente tem um disfução em uma faixa frequencial (digamos menos alfa do que seria esperado no contexto), então, o aumento de alfa torna-se o objetivo do tratamento. Como é de se notar, o que distingue o NFB de outros tratamentos de biofeedback é o foco no cérebro. O NFB leva em conta aspetos comportamentais, cognitivos e subjetivos, assim como a atividade cerebral. Durante o treino, são colocados sensores no couro cabeludo do indivíduo, que depois são conectados a componentes eletrónicos de grande sensibilidade e a programas de software que detetam, amplificam e gravam atividade cerebral específica. Não envolve técnicas cirúrgicas ou terapias com medicação e não é doloroso. Quando este treino é aplicado por profissionais credenciados, geralmente não apresenta efeitos secundários negativos.
Estudos mostram que o neurofeedback é eficaz no tratamento de transtorno do déficit de atenção com hiperatividade (TDAH) e epilepsia, e está a ser realizada pesquisa para investigar a eficácia desta técnica no tratamento de autismo, dores de cabeça, insónia, ansiedade, toxicodependência e traumatismo cranioencefálico.

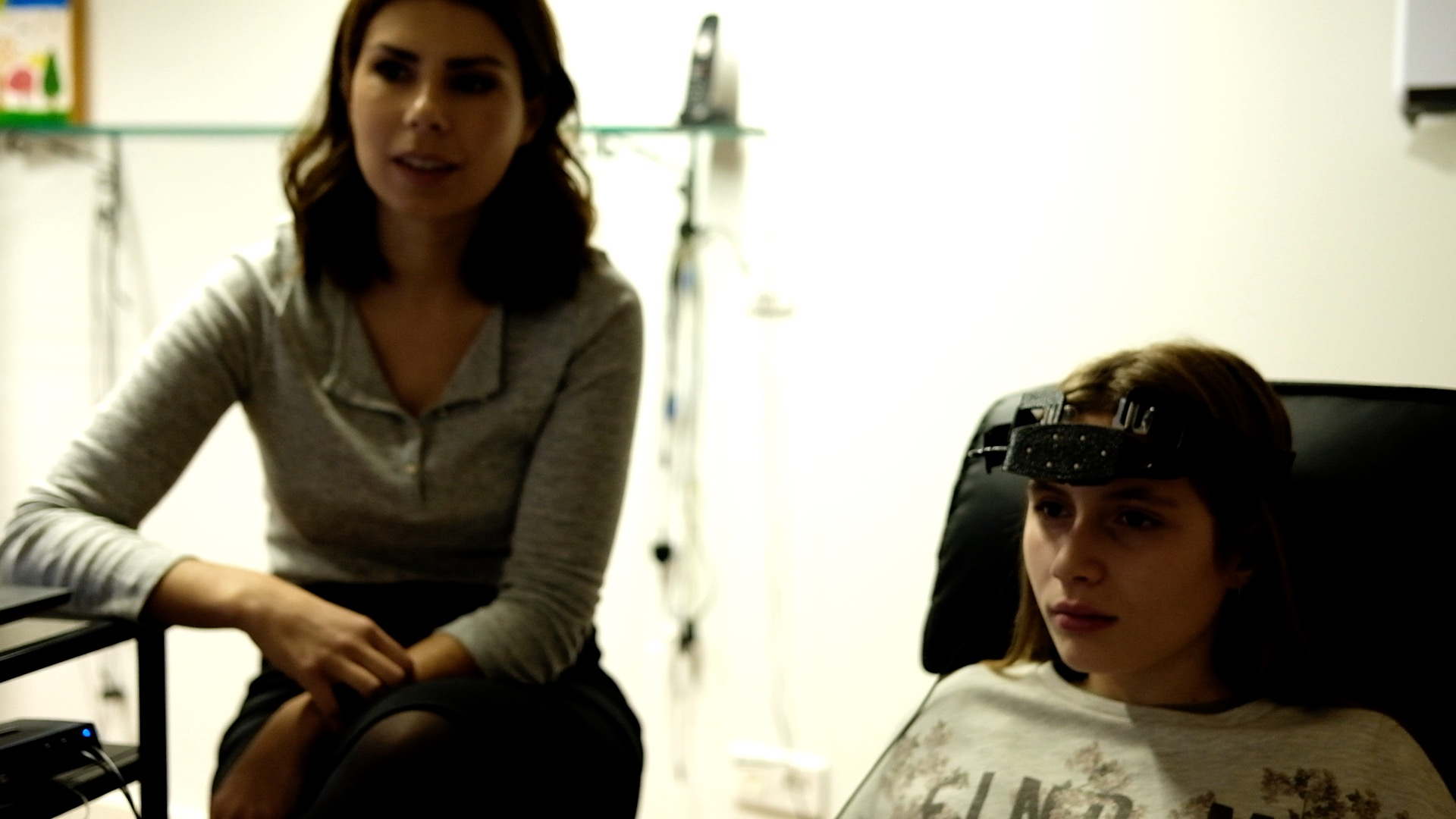
Sessão de neurofeedback cortesia da Neuropulse

Sendo um método auto-regulamentado, o NFB difere de outros métodos neuro-moduladores, aceites como consistentes à base de pesquisa científica, como por exemplo audio-visual entrainment (AVE) e estimulação magnética transcraniana repetitiva (do inglês: Repetitive Transcranial Magnetic Stimulation, rTMS), que provocam uma resposta cerebral automática, apresentando um sinal específico. No nível neuronal, o NFB pretende ensinar o indivíduo a modular os padrões excitatórios e inibitórios de conjuntos neuronais específicos e caminhos baseado nos detalhes da instalação de sensores e os algoritmos de feedback utilizados, aumentando a flexibilidade e autorregulação do relaxamento e seus padrões de ativação. É importante se ter em mente que se trata de tratamento clínico, a ser ministrado por médicos e psicólogos, não sendo permitido seu uso por outros profissionais ou técnicos.

## História

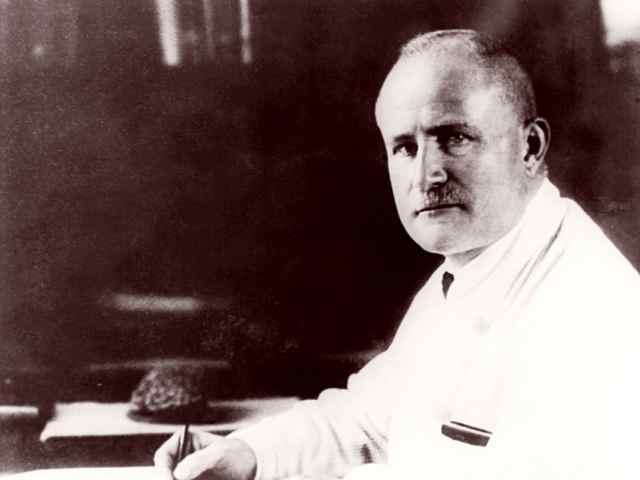
O neurologista alemão Hans Berger.

Em 1924, o psiquiatra alemão Hans Berger conetou dois elétrodos (pequenos e redondos discos de metal) ao couro cabeludo de um paciente e detetou uma pequena corrente elétrica, por usar um galvanómetro balístico. Durante os anos 1929-1938 ele publicou 14 relatórios acerca dos seus estudos com EEGs, e muito do conhecimento atual sobre este assunto, deve-se à sua pesquisa.
Berger analisou os EEGs qualitativamente, mas em 1932 G. Dietsch aplicou a análise de Fourier em sete gravações de EEG e tornou-se o primeiro pesquisador do que mais tarde se chamou QEEG (EEG quantitativo).
Mais tarde, Joe Kamiya tornou o neurofeedback conhecido, na década de 1960, quando um artigo sobre as suas experiências com ondas cerebrais alpha foi publicado em Psychology Today, em 1968. A experiência de Kamiya era dividida em duas partes. Na primeira parte, era solicitado ao paciente que mantivesse os olhos fechados e que, quando ouvisse um determinado som, dissesse aquilo que ele julgasse que o som era, em alpha. Mais tarde, o paciente era informado sobre se tinha acertado ou errado. Inicialmente, o paciente iria obter cerca de 50% de respostas corretas, mas algumas pessoas iriam, com o tempo, desenvolvendo a capacidade de distinguir os diferentes estados e responder acertadamente uma grande maioria das vezes. Na segunda parte do estudo, os indivíduos eram convidados a entrar em alfa, quando uma campainha tocasse uma vez e a não entrar em alpha quando a campainha tocasse duas vezes. Novamente, alguns indivíduos foram capazes de entrar nesses estado quando solicitado. Outros, no entanto, não conseguiam ter controle sobre isso. Não obstante, os resultados foram significativos e muito atrativos. Os estados alpha foram relacionados com relaxamento, e o treino alpha trazia a possibilidade de aliviar condições relacionadas com o stress.
Apesar dessas alegações altamente dramáticas, a correlação universal da densidade alpha a uma experiência com indivíduos não pode ser provada. Os estados alpha não parecem ter o poder de alívio do stress como foi indicado por essas observações antigas.
A certa altura, Martin Orne, e outros, contestaram a ideia de que o alpha biofeedback realmente envolvia treino que regulava voluntariamente a atividade cerebral. James Hardt e Joe Kamiya, na época no Intituto Psiquiatrico Langley Porter da Universidade da California publicaram um jornal, que visava comprovar a eficácia do treino por neurofeedback.
Em finais da década de 1960 e inícios da década de 1970, Barbara Brown, uma das mais entusiastas adeptas do biofeedback, publicou diversos livros sobre esta temática, tornando o público muito mais consciente desta tecnologia. Esses livros incluíam New Mind New Body, com um prefácio de Hugh Downs, e Stress and the Art of Biofeedback.

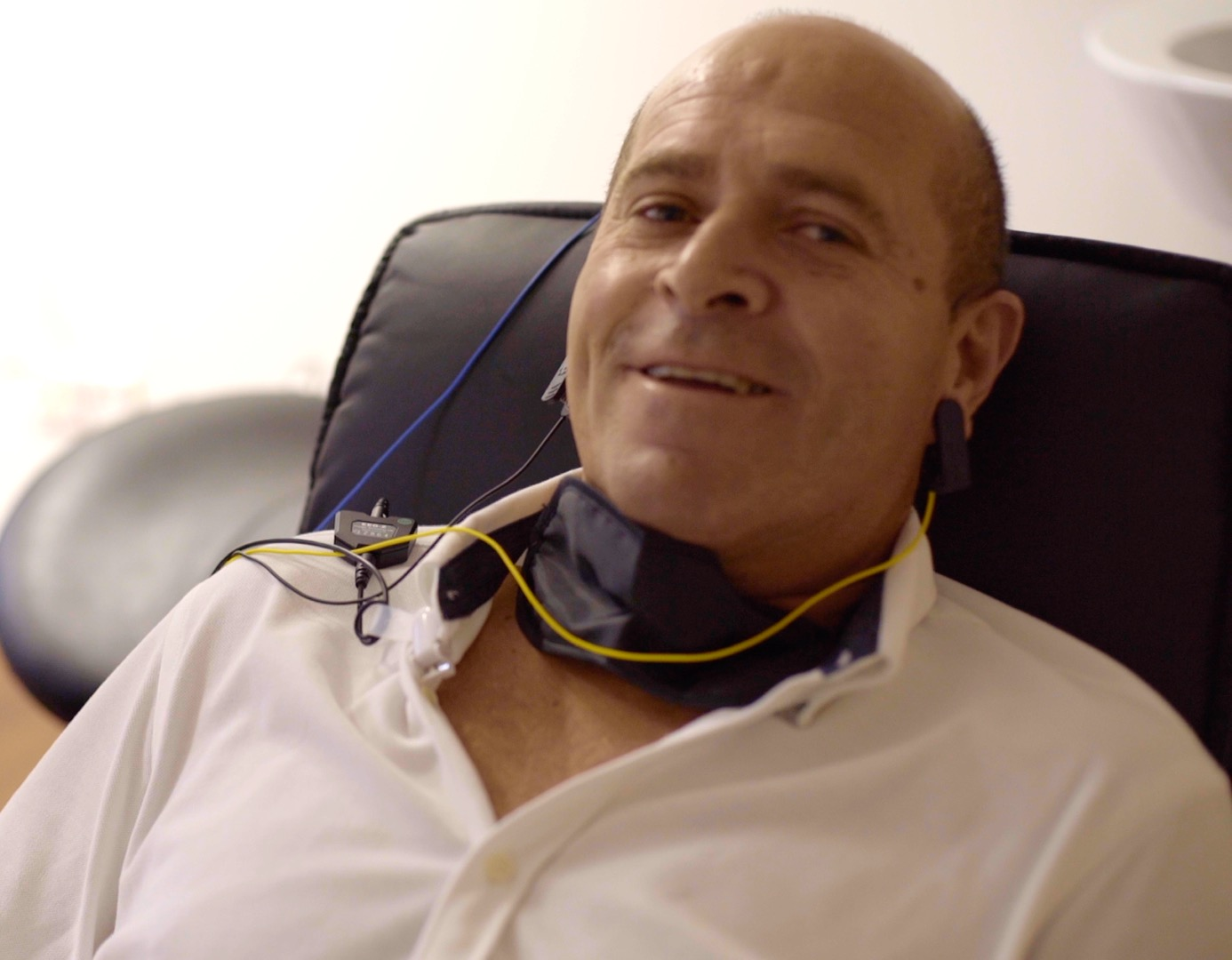
Neurofeedback para distúrbios do sono (cortesia Neuropulse)

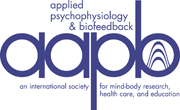
Logo da Associação de Psicofisiologia Aplicada e Biofeedback, fundada em 1969 com o objetivo de promover uma nova compreensão do biofeedback e avançar os métodos utilizados nesta prática.

A obra de Barry Sterman, Joel F. Lubar, e sua equipa, indicou a alta eficácia do treino beta, implicando o papel da atividade EEG por ritmo sensorio-motor. Esta técnica de treino tem sido usada no tratamento da epilepsia, síndrome de défice de atenção e hiperatividade. O ritmo sensorio-motor (SMR) refere-se à atividade rítmica, entre os 12 e 16 hertz, que pode ser gravada de uma área próxima do córtex sonsorio-motor. O SMR pode ser atingido no estado acordado e é muito idêntico, senão igual, aos fusos de sono que se verificam no segundo estado do sono. Por exemplo, estudos de Sterman demostraram que o treino por SMR está associado a um processo inibitório do sistema motor e, por isso, aumentando o SMR através de condicionamento operante, aumenta a capacidade de controlar convulsões.
Durante anos, o neurofeedback foi considerado uma parte menor no campo do biofeedback. Em fevereiro de 1993, Rob Kall, presidente da Futurehealth, organizou o primeiro encontro anual de Estudos do Cérebro, em Key West, Florida. O encontro juntou muitas das personagens pioneiras neste campo e criaram uma base para que os dirigente pudessem discutir e planear estratégias a fim de criar influências para o desenvolvimento do neurofeedback.
Em abril de 1993, Ken Tachiki, Jim Smith e Bob Grove organizaram um encontro de líderes no campo do neurofeedback, em Catalina Island. Surgiu então a Sociedade Regulamentadora dos Estudos Neuronais (SSNR). Posteriormente a SSNR tornou-se a International Society for Neuronal Regulation (ISNR), que mais tarde ficou conhecida como Sociedade Internacional de Pesquisa e Neurofeedback.
Mas o neurofeedback ainda não era praticado em massa. Por muito tempo, o preço e a qualidade dos equipamentos necessários à prática do neurofeedback (entre 5 a 20 mil dólares) foram barreiras à disseminação desta prática. Somente no início dos anos 90, e devido à difusão da informática, apareceram dispositivos com preços mais acessíveis (1 a 5 mil dólares). Outro principal obstáculo para o desenvolvimento do neurofeedback foi falta de entendimento entre as classes profissionais envolvidas. Em 1999, devido ao lançamento da primeira monografia dedicada ao neurofeedback, pela Academic Press, houve mudanças. Desde então, as companhias de seguros dos EUA estão a cobrir os custos de tratamento de perturbações da atenção com este método. O número de publicações científicas a ele dedicadas está a crescer todos os anos. Desenvolvido inicialmente nos Estados Unidos, o neurofeedback é hoje objeto de divulgação nos mais diversos países. Há alguns anos, foram criadas a Biofeedback Foundation of Europe e a filial europeia da International Society for Neuronal Regulation.

## Treino por Neurofeedback
|                                     |  |                   |
| Jogo para treino por Neurofeedback. |  | Paciente a jogar. |

Antes do treino, o paciente preenche protocolos com informações pessoais e pertinentes ao tratamento. Após isso, o cérebro é mapeado, e, em geral, ocorrem novos mapeamentos periodicamente, ao longo do treinamento. O mapa do cérebro mostra uma imagem do cérebro, a cores em 2D, que reflete o progresso do treino e ajuda a determinar quais aspetos precisam de treino e quando este está concluído.
A essência deste tipo de treino é aprender as relações entre o nosso comportamento físico, ou as atitudes internas, e a qualidade de funcionamento do cérebro, com o uso da realimentação de parâmetros de eletroencefalografia. Acredita-se que a experiência adquirida desta maneira possibilita uma orientação mais intencional do trabalho da mente e a disponibilização dos seus recursos de forma mais eficiente. Segundo especialistas, o objetivo do treino é utilizar melhor o potencial da mente, para agir com mais eficácia, obter mais resultados e tornar a vida mais feliz.
O plano de treino abrange, em geral, de 5 a 60 sessões. Dependendo dos casos e dos terapeutas, os treinos são realizados, no mínimo, a cada três ou quatro dias ou duas sessões por semana. No treino, o paciente realiza tarefas que promoverão as mudanças pretendidas. O paciente é também convidado a participar em atividades com jogos, vídeos ou músicas, que são utilizados como informação/estímulo que permitirão obter o feedback. Isto é, na sequência da avaliação, plano de treino devidamente personalizado pode ser concebido, que otimiza o tempo de treino, centrando-se nas áreas de desvio. Os dados do EEG são enviados como dados digitais para um software, que torna possível ao paciente controlar um jogo de computador, uma música ou um vídeo com sua própria mente, fazendo com que, com uma série de sessões, a pessoa aprenda a usar a atividade elétrica do próprio cérebro para controlar o jogo, a música ou outra forma de reforço. O terapeuta lentamente ajusta os critérios apresentados para premiar o indivíduo e, assim, tornar o padrão elétrico do cérebro do paciente mais funcional.
Com o feedback em tempo real o próprio paciente avalia se está a atingir o objetivo do treino e/ou quanto precisa melhorar. Assim, por meio de um processo comportamental denominado reforço condicionado o paciente começa a identificar e a alterar voluntariamente a frequência das ondas cerebrais nas áreas ligadas ao controle voluntário da atenção, planeamento e autocontrole. No fim do treino, os padrões treinados deverão estar estabilizados, com efeitos duradouros. No entanto, o grau maior ou menor do impacto varia de pessoa para pessoa.
|                                                                            |  |                                                      |
| Mapeamento com indicação da avaliação cognitiva, progressiva, do paciente. |  | [Transformador] que recolhe dados EEG em tempo real. |

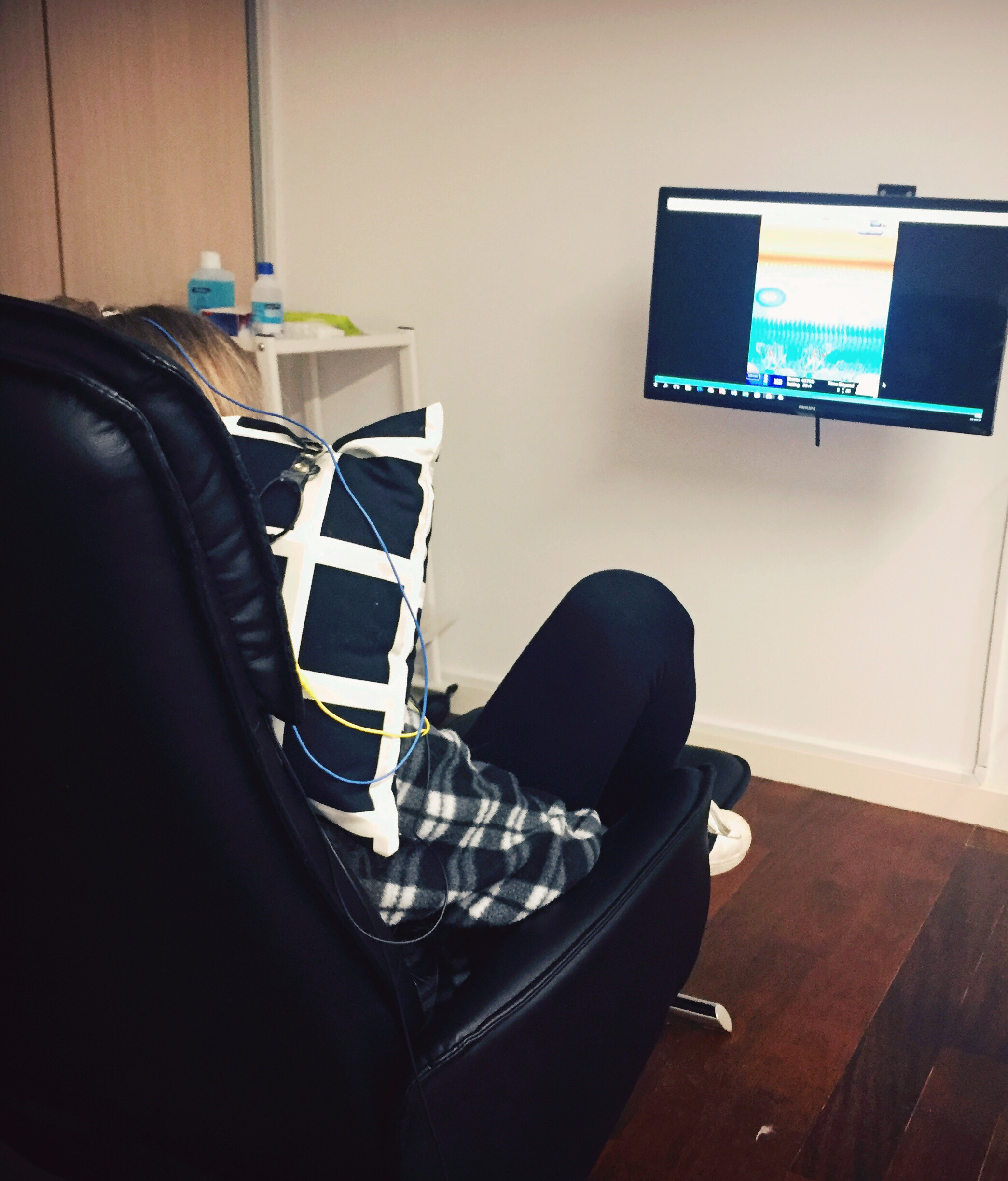
Treino de neurofeedback cortesia da Neuropulse

Alguns pesquisadores na área de TDH não ficaram positivamente convencidos, pelos recentes estudos sobre o neurofeedback, incluindo o neuropsicólogo, professor de psiquiatria, e autor de diversas obras sobre o TDH, Russell Barkley. Barkley e Looreviram toda a literatura, disponível em 2005, sobre a eficácia da neuroterapia nos tratamentos do TDH e concluíram que, na sua maioria, os estudos recentes eram baseados em estudos de caso não controlados, não usaram nenhum grupo de controlo, não usaram métodos discretos, a fim de garantir que pais, professores e pacientes não soubessem, de antemão, as tarefas que os pacientes fariam durante os treinos, e que, portanto, os resultados obtidos podem ter resultado em parte, senão inteiramente, do efeito placebo. Outros resultados foram obtidos por se usaram técnicas impróprias de análise estatística dos dados e a maioria não conseguiu demonstrar se realmente ocorreram mudanças no eletroencefalograma como consequência do treino - o que é crítico quando se pretende demonstrar que quaisquer melhoras do TDH ocorreram devido ao treino, por si mesmo. Algo que também é necessário demonstrar é se tais mudanças ocorridas no eletroencefalograma estariam relacionadas com as melhorias relatadas nos sintomas de TDH. Os autores concluíram que as evidências de eficácia do neurofeedback no tratamento do TDH estava longe de ser comprovada e que era necessária uma pesquisa mais rigorosa. Estudos publicados posteriormente, que analisaram a eficácia deste tratamentos de TDH, não usaram amostras suficientemente grandes, mais propriamente, grupos de controlo a quem foram dadas alternativas ou atenção ao efeito placebo. Estes estudos mais recentes, juntamente com aqueles mais antigos, mas que foram efetuados usando métodos científicos apropriados e publicados ao longo de 2010, foram recentemente revistos por pelo médico Nicholas Lofthouse, e sua equipa e discutidos em documentos separados, que concluíram que o neurofeedback provavelmente seria eficaz, mas que as evidências não eram conclusivas. De dois estudos, publicados em 2010-2011, nos quais se usaram o efeito placebo e/ou simulações, um encontrou evidências específicas dos efeitos do tratamento para melhorar a falta de atenção dos pacientes, mas não na hiperatividade ou nos sintomas impulsivos, enquanto que um estudo menor encontrou principalmente 'efeitos placebo'. Uma análise independente, efetuada por Arns e sua equipa, em 2009, encontrou uma maior magnitude de eficácia nos tratamentos dos sintomas do TDH do que a análise efetuada por Lofthouse. Pesquisa adicional sobre os benefícios do neurofeedback no tratamento dos sintomas do TDH acabou por trazer os mesmos resultados mistos. Assim como Lofthouse e sua equipa admoestaram nas suas suas revisões, futuras pesquisas sobre este tratamento precisam de aplicar simulações de neurofeedback apropriadas ou ter em atenção o efeito placebo e todos os cuidados necessários à não contaminação das amostras.
Também foram feitas pesquisas sobre os efeitos do neurofeedback no tratamento de outas problemáticas, incluindo o tratamento da toxicodependência, ansiedade, depressão clínica, epilepsia, TOC, dificuldades de aprendizagem, transtorno bipolar, desvio de conduta, enxaquecas, dores de cabeça, dor crónica, autismo, sono desregulado, stress pós-traumático e contusões. Em Portugal, o neurofeedback tem vindo a demonstrar excelentes resultados na aplicação ao aumento de foco e concentração.
A duração do tratamento depende de paciente para paciente. Já se registaram casos de bons resultados após 5 a 10 sessões. Não se recomenda encerrar antes de 30 sessões, para garantir que os efeitos sejam duradouros ou permanentes. Num caso comum de TDH, o tratamento geralmente exige entre 30 a 45-60 sessões. Quando há urgência por resultados de curto prazo, o tratamento com neurofeedback pode ser associado a medicamentos (que tem ação mais rápida), embora nem todos os terapeutas recomendem esta opção. Com a associação ao tratamento com neurofeedback, a medicação poderá ser gradativamente retirada, sem que os ganhos sejam perdidos.